# Linia trolejbusowa Zwickau – Stenn
Linia trolejbusowa Zwickau – Stenn – nieistniejąca już linia trolejbusowa w Zwickau i Stenn, w Saksonii, w Niemczech. Funkcjonowała od 1938 r. do 1977 r., a jej operatorem było przedsiębiorstwo Verkehrsbetrieb der Stadt Zwickau.

## Historia

### Przed II wojną światową
Protoplastą trolejbusów w Zwickau była otwarta w 1926 r. linia autobusowa o długości 3,6 km, która połączyła Weißenborn z Poetenweg. Operatorem linii była firma Städtische Straßenbahn Zwickau. Linię tę w 1927 r. przedłużono o około 3 km wzdłuż Reichenbacher Straße, a w 1928 r. o 1,6 km do gospody „Lichte Tanne”. W 1929 r. założono przedsiębiorstwo Energie- und Verkehrs-Aktiengesellschaft Westsachsen, które przejęło zarządzanie systemem tramwajowym i wspomnianą linią autobusową. Przedsiębiorstwo to postanowiło o konwersji linii z autobusowej na trolejbusową. 2 kwietnia 1937 r. udzielono koncesji na linię trolejbusową Weißenborn – Poetenweg – Stenn. 29 listopada 1938 r. zakończono rozwieszanie sieci trakcyjnej, a 1 grudnia tego samego roku otwarto ruch na linii nr 1. Do jej obsługi służyły dwa trolejbusy MAN i jeden Daimler-Benz. Czas przejazdu trasą o długości 13,14 km wynosił 41 minut.
Na linii między Zwickau i Stern istniało kilka pośrednich pętli. Jedna z nich znajdowała się przy gospodzie „Lichte Tanne”, inna przy dworcu kolejowym w Lichtentanne, jeszcze inna przy gospodzie „zur Eiche” w Lichtentanne.
W czasie II wojny światowej zakładano rozbudowę systemu trolejbusowego. Od końca 1939 r. planowano zastąpienie linii tramwajowej do Wilkau-Haßlau trolejbusami, a w 1944 r. budowę nowej trasy do Planitz. Obydwu projektów nie udało się zrealizować. Ponieważ w trakcie godzin szczytów trzy trolejbusy nie wystarczały do obsługi linii i musiały być wspomagane autobusami, w latach 1940–1942 zakupiono sześć przyczep w fabryce Schumann w Werdau. Poza tym w 1941 r. do miasta dotarły trzy trolejbusy Henschel. Stosowany od początku istnienia linii system zasilania trolejbusów oparty na pojedynczym przewodzie trakcyjnym zastąpiono w 1942 r. konwencjonalnym systemem z dwoma przewodami.

### Po II wojnie światowej
W kwietniu 1955 r. w Zwickau testowano prototypowy trolejbus ES6, wyprodukowany w Werdau i przeznaczony dla trolejbusów we wschodnim Berlinie. W sierpniu tego samego roku testy zakończono, a trolejbus trafił do docelowego odbiorcy.
Już w 1975 r. zakończono eksploatację przyczep. 26 lutego 1977 r. w związku z pracami remontowymi na Reichenbacher Straße zawieszono ruch trolejbusów od Poetenweg do Stenn. Na pozostałym odcinku Weißenborn–Poetenweg trolejbusy kursowały już tylko w godzinach szczytu. 31 sierpnia 1977 r. ostatecznie wycofano trolejbusy z ulic miasta. Zezłomowano wszystkie posiadane pojazdy oprócz jednej Škody 9Tr. Z uwagi na zakładane wznowienie ruchu trolejbusowego w przyszłości, początkowo nie zdemontowano sieci trakcyjnej. Zachowana Škoda 9Tr miała odbywać regularne przejazdy techniczne w celu spowolnienia procesu utleniania się przewodów trakcyjnych.

## Testowa linia trolejbusowa
W 2014 r. na terenie Wydziału Techniki Pojazdów Silnikowych uczelni Westsächsische Hochschule Zwickau zbudowano eksperymentalną linię trolejbusową w ramach projektu eBus Skorpion. Środkiem ciężkości projektu jest testowanie prototypowego systemu automatycznego podłączania pałąków do sieci trakcyjnej po minięciu przez trolejbus z pomocniczą baterią odcinka trasy pozbawionego zasilania. Dla potrzeb testowania systemu przebudowano jeden autobus benzynowy na elektrobus z ładowaniem dynamicznym.